# Once a Gentleman
Once a Gentleman è un film del 1930 diretto da James Cruze.

## Produzione
Il film fu prodotto dalla James Cruze Productions.

## Distribuzione
Distribuito dalla Sono Art-World Wide Pictures, il film uscì nelle sale cinematografiche statunitensi il 1º settembre 1930.